# Olympische Sommerspiele 1964/Leichtathletik – 4 × 100 m (Männer)

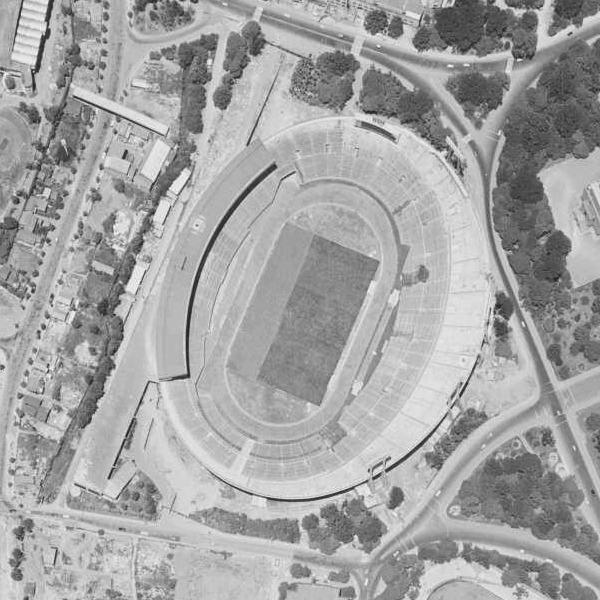
Luftaufnahme des Olympiastadions im Jahr 1963

Die 4-mal-100-Meter-Staffel der Männer bei den Olympischen Spielen 1964 in Tokio wurde am 20. und 21. Oktober 1964 im Olympiastadion Tokio ausgetragen. In 21 Staffeln nahmen 85 Athleten teil.
Olympiasieger wurde die Staffel der USA in der Besetzung Paul Drayton, Gerry Ashworth, Richard Stebbins und Bob Hayes in der neuen Weltrekordzeit von 39,0 s.

Polen gewann mit Andrzej Zieliński, Wiesław Maniak, Marian Foik und Marian Dudziak die Silbermedaille.

Bronze ging an Frankreich (Paul Genevay, Bernard Laidebeur, Claude Piquemal, Jocelyn Delecour).
Die deutsche Staffel qualifizierte sich für das Halbfinale und schied dort als Fünfte des Laufes aus. Teams aus Österreich, der Schweiz und Liechtenstein nahmen nicht teil.

## Rekorde

### Bestehende Rekorde
| Weltrekord         | 39,1 s | USA (Hayes Jones, Frank Budd, Charles Frazier, Paul Drayton)              | Moskau                          | 15. Juli 1961     |
| Olympischer Rekord | 39,5 s | USA (Ira Murchison, Leamon King, Thane Baker, Bobby Morrow)               | Finale OS Melbourne, Australien | 1. Dezember 1956  |
| Olympischer Rekord | 39,5 s | Deutschland (Bernd Cullmann, Armin Hary, Walter Mahlendorf, Martin Lauer) | Finale OS Rom, Italien          | 8. September 1960 |

### Rekordegalisierung / -verbesserung
Der bestehende olympische Rekord wurde einmal egalisiert, der Weltrekord einmal verbessert:
- Olympischer Rekord: 39,5 s (egalisiert) – USA (Paul Drayton, Gerry Ashworth, Richard Stebbins, Bob Hayes), erstes Halbfinale am 20. Oktober
- Weltrekord: 39,0 s – USA (Paul Drayton, Gerry Ashworth, Richard Stebbins, Bob Hayes), Finale am 21. Oktober

## Durchführung des Wettbewerbs
21 Staffeln traten am 20. Oktober zu insgesamt drei Vorläufen an. Die jeweils besten vier Teams – hellblau unterlegt – und die nachfolgend vier Zeitschnellsten – hellgrün unterlegt – qualifizierten sich für das Halbfinale am selben Tag. Hieraus erreichten die jeweils vier besten Mannschaften – wiederum hellblau unterlegt – das Finale am 21. Oktober.

## Zeitplan
20. Oktober, 14:00 Uhr: Vorläufe

20. Oktober, 16:00 Uhr: Halbfinale

21. Oktober, 13:50 Uhr: Finale
Anmerkung: Alle Zeiten sind in Ortszeit Tokio (UTC + 9) angegeben.

## Vorläufe
Datum: 20. Oktober 1964, ab 14:00 Uhr
Wetterbedingungen: bewölkt, 16 °C, Luftfeuchtigkeit ca. 80 %

### Vorlauf 1
| Platz | Name           | Nation                                                                 | Offizielle Zeit handgestoppt | Inoffizielle Zeit elektronisch |
| ----- | -------------- | ---------------------------------------------------------------------- | ---------------------------- | ------------------------------ |
| 1     | Italien        | Livio Berruti Ennio Preatoni Sergio Ottolina Pasquale Giannattasio     | 39,7 s                       | 39,74 s                        |
| 2     | Polen          | Andrzej Zieliński Wiesław Maniak Marian Foik Marian Dudziak            | 39,9 s                       | 39,96 s                        |
| 3     | Großbritannien | Peter Radford Ronald Jones Menzies Campbell Lynn Davies                | 40,1 s                       | 40,13 s                        |
| 4     | Ungarn         | Huba Rozsnyai Csaba Csutorás László Mihályfi Gyula Rábai               | 40,3 s                       | 40,32 s\|                      |
| 5     | Nigeria        | Sydney Asiodu Folu Erinle James Omagbemi Abdul Amu (Vorlauf)           | 40,4 s                       | 40,44 s                        |
| 6     | Malaysia       | Mazlan Hamzah John Daukom Canagasabai Kunalan Manikavasagam Jegathesan | 41,4 s                       | k. A.                          |
| DSQ   | Irak           | Jassim Karim Samir Vincent Khalid Tawfik Lazim Khudhir Zalata          |                              |                                |

### Vorlauf 2
| Platz | Name        | Nation                                                                 | Offizielle Zeit handgestoppt | Inoffizielle Zeit elektronisch |
| ----- | ----------- | ---------------------------------------------------------------------- | ---------------------------- | ------------------------------ |
| 1     | USA         | Paul Drayton Gerry Ashworth Richard Stebbins Bob Hayes                 | 39,8 s                       | 39,83 s                        |
| 2     | Venezuela   | Arquímedes Herrera Lloyd Murad Rafael Romero Hortensio Fucil           | 40,1 s                       | 40,10 s                        |
| 3     | Deutschland | Heinz Erbstößer Rainer Berger Peter Wallach Volker Löffler             | 40,2 s                       | 40,21 s                        |
| 4     | Senegal     | Malang Mané Bassirou Doumya Malick Diop Alioune Sow                    | 40,5 s                       | 40,55 s                        |
| 5     | Indien      | Anthony Coutinho Makhan Singh Kenneth Powell Rajasekaran Pichaya       | 40,6 s                       | 40,68 s                        |
| 6     | Japan       | Hideo Iijima Masaru Kamata Kiyoshi Asai Yojiro Muro                    | 41,0 s                       | k. A.                          |
| 7     | Thailand    | Taweesit Arjitaweekul Suthi Manyakass Maitri Vilaikit Chalit Kanitasut | 41,8 s                       | k. A.                          |

### Vorlauf 3
| Platz | Name        | Nation                                                          | Offizielle Zeit handgestoppt | Inoffizielle Zeit elektronisch |
| ----- | ----------- | --------------------------------------------------------------- | ---------------------------- | ------------------------------ |
| 1     | Frankreich  | Paul Genevay Bernard Laidebeur Claude Piquemal Jocelyn Delecour | 39,8 s                       | 39,84 s                        |
| 2     | Jamaika     | Pablo McNeil Patrick Robinson Lynn Headley Dennis Johnson       | 40,1 s                       | 40,11 s                        |
| 3     | Sowjetunion | Edwin Osolin Boris Subow Gusman Kossanow Boris Sawtschuk        | 40,1 s                       | 40,19 s                        |
| 4     | Australien  | Bob Lay Eric Bigby William Earle Gary Holdsworth                | 40,6 s                       | 40,64 s                        |
| 5     | Ghana       | Michael Okantey Michael Ahey Ebenezer Addy Stanley Allotey      | 40,8 s                       | 40,85 s                        |
| 6     | Uganda      | Aggrey Awori Erasmus Amukun James Odongo Amos Omolo             | 41,4 s                       | k. A.                          |
| 7     | Philippinen | Arnulfo Valles Miguel Ebreo Claro Pellosis Rogelio Onofre       | 41,7 s                       | k. A.                          |

## Halbfinale
Datum: 20. Oktober 1964, ab 16:00 Uhr
Wetterbedingungen: bewölkt, ca. 15 °C, Luftfeuchtigkeit ca. 85 %

### Lauf 1
| Platz | Name           | Nation                                                                                                 | Offizielle Zeit handgestoppt | Inoffizielle Zeit elektronisch |
| ----- | -------------- | --- | ---------------------------- | ------------------------------ |
| 1     | USA            | Paul Drayton Gerry Ashworth Richard Stebbins Bob Hayes                                                 | 39,5 s ORe                   | 39,50 s                        |
| 2     | Frankreich     | Paul Genevay Bernard Laidebeur Claude Piquemal Jocelyn Delecour                                        | 39,6 s0000                   | 39,66 s                        |
| 3     | Jamaika        | Pablo McNeil Patrick Robinson Lynn Headley Dennis Johnson                                              | 39,6 s0000                   | 39,68 s                        |
| 4     | Großbritannien | Peter Radford Ronald Jones Menzies Campbell Lynn Davies                                                | 40,1 s0000                   | 40,13 s                        |
| 5     | Australien     | Bob Lay Eric Bigby William Earle Gary Holdsworth                                                       | 40,1 s0000                   | 40,19 s                        |
| 6     | Nigeria        | Sydney Asiodu Folu Erinle James Omagbemi Lawrence Okorafor (Halbfinale) im Vorlauf außerdem: Abdul Amu | 40,1 s0000                   | 40,19 s                        |
| 7     | Ungarn         | Huba Rozsnyai Csaba Csutorás László Mihályfi Gyula Rábai                                               | 40,3 s0000                   | 40,31 s                        |
| 8     | Ghana          | Michael Okantey Michael Ahey Ebenezer Addy Stanley Allotey                                             | 40,7 s0000                   | k. A.                          |

### Lauf 2
| Platz | Name        | Nation                                                             | Offizielle Zeit handgestoppt | Inoffizielle Zeit elektronisch |
| ----- | ----------- | ------------------------------------------------------------------ | ---------------------------- | ------------------------------ |
| 1     | Italien     | Livio Berruti Ennio Preatoni Sergio Ottolina Pasquale Giannattasio | 39,6 s                       | 39,63 s                        |
| 2     | Polen       | Andrzej Zieliński Wiesław Maniak Marian Foik Marian Dudziak        | 39,6 s                       | 39,63 s                        |
| 3     | Venezuela   | Arquímedes Herrera Lloyd Murad Rafael Romero Hortensio Fucil       | 39,6 s                       | 39,65 s                        |
| 4     | Sowjetunion | Edwin Osolin Boris Subow Gusman Kossanow Boris Sawtschuk           | 39,7 s                       | 39,70 s                        |
| 5     | Deutschland | Heinz Erbstößer Rainer Berger Peter Wallach Volker Löffler         | 40,1 s                       | 40,16 s                        |
| 6     | Senegal     | Malang Mané Bassirou Doumya Malick Diop Alioune Sow                | 40,2 s                       | 40,26 s                        |
| 7     | Indien      | Anthony Coutinho Makhan Singh Kenneth Powell Rajasekaran Pichaya   | 40,5 s                       | k. A.                          |
| 8     | Japan       | Hideo Iijima Masaru Kamata Kiyoshi Asai Yojiro Muro                | 40,6 s                       | k. A.                          |

## Finale
Datum: 21. Oktober 1964, 13:50 Uhr
Wetterbedingungen: bewölkt, ca. 20 °C, Luftfeuchtigkeit ca. 77 %
| Platz | Name           | Nation                                                             | Offizielle Zeit handgestoppt | Inoffizielle Zeit elektronisch |
| ----- | -------------- | ------------------------------------------------------------------ | ---------------------------- | ------------------------------ |
| 1     | USA            | Paul Drayton Gerry Ashworth Richard Stebbins Bob Hayes             | 39,0 s WR                    | 39,06 s                        |
| 2     | Polen          | Andrzej Zieliński Wiesław Maniak Marian Foik Marian Dudziak        | 39,3 s000                    | 39,36 s                        |
| 3     | Frankreich     | Paul Genevay Bernard Laidebeur Claude Piquemal Jocelyn Delecour    | 39,3 s000                    | 39,36 s                        |
| 4     | Jamaika        | Pablo McNeil Patrick Robinson Lynn Headley Dennis Johnson          | 39,4 s000                    | 39,49 s                        |
| 5     | Sowjetunion    | Edwin Osolin Boris Subow Gusman Kossanow Boris Sawtschuk           | 39,4 s000                    | 39,50 s                        |
| 6     | Venezuela      | Arquímedes Herrera Lloyd Murad Rafael Romero Hortensio Fucil       | 39,5 s000                    | 39,53 s                        |
| 7     | Italien        | Livio Berruti Ennio Preatoni Sergio Ottolina Pasquale Giannattasio | 39,5 s000                    | 39,54 s                        |
| 8     | Großbritannien | Peter Radford Ronald Jones Menzies Campbell Lynn Davies            | 39,6 s000                    | 39,69 s                        |

Als Favorit galt die US-Staffel unter anderem mit dem Olympiasieger über 100 Meter, Bob Hayes. Doch schon vier Jahre zuvor war das US-Team an seinen Wechselproblemen gescheitert und auch hier gab es im Vorlauf einen ziemlich verpatzten ersten Wechsel. Als stark eingeschätzt wurden die Franzosen und die Deutschen, die sich jedoch im Halbfinale nicht durchsetzen konnten. In den Vorläufen hatten auch die Polen einen sehr guten Eindruck hinterlassen.
Die USA setzte im Finale auf äußerste Vorsicht bei den ersten beiden Wechseln, dennoch lief nicht alles glatt und die Staffel lief zeitweise nur auf dem fünften Platz. Als die Schlussläufer an der Reihe waren, führte Frankreich vor Polen und den USA. Hayes hatte zwei Meter zum Franzosen Jocelyn Delecour aufzuholen. Mit seinem überragenden Antritt zog der Sprintolympiasieger an Polen sowie Frankreich vorbei und kam mit drei Metern Vorsprung ins Ziel. Trotz der Wechselprobleme gab es auch einen neuen Weltrekord. Polens Schlussläufer Marian Dudziak konnte Delecour noch abfangen, so ging Silber an Polen und Bronze an Frankreich. Diese Reihenfolge war allerdings erst nach Auswertung des Zielfotos offiziell festzustellen.
Zum ersten Mal in einem olympischen Rennen blieben alle Staffeln unter der 40-Sekunden-Marke. Die ersten fünf Mannschaften liefen alle schneller als der bis dahin aktuelle Olympiarekord.

Polen gewann die erste Medaille in dieser Disziplin.

## Video
- USA 4 x 100m relay 1964 Tokyo Olympics World Record, youtube.com, abgerufen am 27. Oktober 2017